# Неблагоприятный отбор
Неблагоприятный отбор (англ. adverse selection) — рыночная ситуация, когда покупатели и продавцы имеют различное представление о предмете контракта, то есть информация распределена между ними асимметрично. В результате участники, обладающие ключевой информацией, могут избирательно участвовать в сделках за счёт других сторон, не располагающих такой же информацией. Модели неблагоприятного отбора анализируются в рамках теории принципала-агента.

## Пример Джорджа Акерлофа
В своей книге «Рынок „лимонов“: неопределённость качества и рыночный механизм» Джордж Акерлоф исходит из того, что на рынке подержанных автомобилей продаются как автомобили высокого, так и низкого качества. Неблагоприятный отбор выражается в данном случае в том, что продавцы проинформированы о качестве своих автомобилей лучше покупателей — у покупателя нет возможности в момент покупки узнать всю правду о состоянии автомобиля. Следовательно, покупатели учитывают, что им может достаться «плохой» автомобиль и готовы платить в среднем меньше, чем если бы они точно знали, что покупаемый автомобиль надлежащего качества. Продавцы «хороших» машин будут сокращать своё предложение из-за заниженной цены. Продавцы «плохих» машин, напротив, получают за свой товар больше их реальной стоимости — и постараются увеличить предложение. В конце определённого периода, покупатели обнаружат, что было куплено намного больше машин низкого, чем высокого качества. Этот факт заставит их ещё больше снизить среднюю цену. Процесс будет продолжаться до тех пор, пока автомобили низкого качества не будут преобладать на рынке, а средняя цена не установится на уровне реальной цены за автомобили «низкого» качества.